# Hipoplàsia cerebel·losa

Imatge del cerebel en 3D (ressaltat en vermell)

La hipoplàsia cerebel·losa és un trastorn neurològic que consisteix en un subdesenvolupament del cerebel. És poc freqüent i en un estudi publicat als Estats Units el 2018 van trobar una prevalença de 1,3 casos per cada 100.000 naixements.

## Etiologia
La hipoplàsia cerebel·losa pot tenir diferents causes. Pot ser genètica, com la causada per mutacions patològiques del gen RELN, que codifica una proteïna anomenada reelina, essencial per a la regulació dels processos de migració neuronal i posicionament en el desenvolupament del cervell. També pot estar causada per altres factors com ara infeccions víriques durant l'embaràs, consum d'alcohol, cocaïna o altres drogues per part de la mare.

## Símptomes
En els infants, la hipoplàsia cerebel·losa es presenta amb un retard maduratiu, hipotonia, atàxia, convulsions, disàrtria, dèficits cognitius i nistagmes.
En adults, s'afegeixen altres símptomes com el vertigen, incapacitat de mantenir l'equilibri, mal de cap i hipoacúsia.

## Associacions amb altres patologies
La hipoplàsia cerebel·losa sol presentar-se associada a altres trastorns, entre els quals s'inclouen la síndrome de Dandy Walker, la síndrome de Werdnig-Hoffman, i la síndrome de Walker-Warburg.
No obstant això, la més important d'aquestes associacions és la malformació de Chiari de tipus IV. Aquest trastorn, descrit recentment, involucra un desenvolupament incomplet de les estructures del cerebel. Aquesta forma és poc habitual, i pot involucrar amígdales molt baixes al canal espinal, estructures cerebel·loses absents, i parts del crani i la medul·la espinal al descobert.

## Diagnòstic

### Etiologia
Amb un diagnòstic d'hipoplàsia, el següent que cal determinar és l'origen del trastorn, que pot ser primari (trastorns del desenvolupament, alteracions genètiques, etc.) o secundari (nadons prematurs, hipòxia perinatal, hemorràgia, infeccions prenatals, exposició a teratògens, etc.), ja que conèixer les causes pot ajudar a establir un diagnòstic més acurat.

### Ressonància magnètica (MRI)
Tradicionalment, el diagnòstic d'aquest trastorn es duu a terme amb una sospita clínica i assessorament radiològic. Les imatges tomogràfiques d'alta resolució potenciades en seqüències T2 en talls axials, coronals i sagitals realitzades per ressonància magnètica (MRI) permeten diferenciar la substància grisa de la substància blanca. Una altra seqüència utilitzada sovint és el tensor de difusió en talls axials, la qual permet avaluar la integritat microestructural de la substància blanca i els seus conductes. També es fa servir la seqüència CISS en talls axials i MPR (reconstrucció multiplanar) per avaluar ventricles, foràmens, nervis cranials i el folium del vermis.
L'objectiu d'aquestes imatges és estudiar el vermis cerebel·lós o altres seccions i comparar la seva mida amb relació a la resta d'estructures cerebrals. Un dels altres factors importants a descartar és la possibilitat que es tracti d'una atròfia cerebel·losa, i no d'una hipoplàsia.

## Tractament
No existeix tractament per a curar aquest trastorn. La terapèutica se centra a donar suport i millorar la simptomatologia. Molts pacients requereixen teràpia de rehabilitació de l'equilibri, un dels principals símptomes de la patologia.

## Pronòstic
La hipoplàsia cerebel·losa pot tenir un caràcter estàtic o progressiu. Les formes causades per malformacions congènites no progressen.